# Amarante
För andra betydelser, se Amarante (olika betydelser).
Amarante är en stad och kommun i distriktet Porto i norra Portugal.
Staden har cirka 11 000 invånare, och är huvudorten i Amarante kommun med ungefär 61 500 invånare.

## Vänorter
- Wiesloch,  Tyskland
- Châteauneuf-sur-Loire,  Frankrike